# Горнохамамски мост
Горнохамамският мост (на македонска литературна норма: Горноамамски мост) е каменен мост в град Кратово, Северна Македония. Мостът пресича Кратовската (Табачка) река.
Разположен е в средната част на Табачката махала. Точни данни кога е построен няма. Според външния му вид, мостът е обновяван. Мостът се намира веднага след Горния малък хамам, от където идва името му. Използва се за пешеходен и автомобилен трафик и днес е в добро състояние.